# سوفردو
سوفردو (انگلیسی: Soffredo; ۱ ژانویهٔ ۱۲۰۰ – ۱۴ دسامبر ۱۲۱۰) کاردینال، و کشیش کاتولیک ایتالیایی بود که در جریان جنگ جانشینی انطاکیه به‌عنوان نماینده پاپ برای صلح به اراضی مقدس اعزام شد.